# Hemitelia speciosa
Hemitelia speciosa là một loài thực vật có mạch trong họ Cyatheaceae. Loài này được (Kunth) Desv. mô tả khoa học đầu tiên năm 1827.